# Maupiti
Maupiti (in tahitiano, Maupiki nel dialetto locale) è un'isola che fa parte dell'arcipelago delle Isole della Società, precisamente nel gruppo delle Isole Sottovento, nell'Oceano Pacifico. Amministrativamente è ricompresa nella Collettività d'Oltremare della Polinesia francese e, insieme agli atolli di Manuae, Maupihaa e Motu One, costituisce il comune di Maupiti (capoluogo l'omonimo centro) del dipartimento d'Oltremare delle Isole Sottovento.

## Geografia
Maupiti ha una forma assai particolare: si presenta infatti come un atollo, costituito da un anello di terra che circonda una laguna, al centro della quale svetta però un vulcano, il monte Teurafaatui, alto 380 metri.
La laguna affiora dall'acqua solo a nord, mentre a sud svettano solo due piccoli motu.

## Clima
Il clima è tropicale caldo umido con temperature superiori ai 28° in ogni periodo dell'anno,

## Storia
Sull'isola sono presenti marae degli antichi polinesiani, che testimoniano la presenza umana a Maupiti almeno dalla metà del IX secolo.
Gli europei giunsero per la prima volta a Maupiti nel 1722 con l'esploratore olandese Jacob Roggeveen.

## Economia
Oltre che sul turismo e sulla pesca, l'economia di Maupiti si fonda sulla coltivazione del noni.